# Buzzword
Buzzword je slovo nebo fráze, která se v určitém čase stala populární (viz též floskule, klišé). Může jít o odborné termíny, slovíčka ze žargonu, akronymy, neologismy nebo obraty používané protože jsou právě v módě nebo mají na druhé zapůsobit dojmem. Buzzword se často vyskytuje v obchodě (reportech a prezentacích různého druhu), dále v politice, odborných časopisech, na přednáškách, jsou předávány v reklamách, atp. Převládají spíše ve formálnějších prostředích. Samo slovo buzzword je buzzword.

## Etymologie
Buzzword je složenina z anglického jazyka: word = slovo, buzz = bzučet, ale také prohánět se hlavou. Poprvé bylo použito v roce 1946 ve slangu studentů. Český ekvivalent neexistuje.

## Používání
Důvod pro používání buzzwords může být ryze praktický – mezi odborníky a akademiky má výhodu kratší tvar buzzwordu, který pomáhá zrychlit vyjadřování bez přerušení toku původní myšlenky, v jejímž rámci posluchači uvažují. Na druhou stranu, přílišné používání buzzwords nebo jejich používání ve špatném kontextu nebo i v případech, kdy je vhodnější prostý termín, může znamenat, že projev má udělat dojem za každou cenu nebo dát najevo, že daný jedinec drží krok s dobou a je erudován. Snaha udělat dojem nadužíváním buzzwords může být kontraproduktivní a jde-li o slova nebo koncepty náročné na zařazení do systému myšlení posluchačů, pak nadužití buzzwords vede k „zablokování“ původní myšlenky, která jím měla být sdělena.
Například přemíra buzzwords ve slovníku politika může být kompenzací za chybějící diskusi založenou na logické argumentaci pomocí obyčejných slov a konceptů. Používání takových termínů (nebo dokonce nově vymyšlených neznámých slov a spojení) v prezentacích má za úkol znejistit posluchače a omezit jejich případný nesouhlas, protože kvůli novému slovu si najednou nejsou jisti významem celé věty. Jedná se také o jednu z manipulativních technik tzv. šmejdů, tedy prodejců předražených výrobků pochybné kvality.

## Buzzword-compliant
Termín buzzword-compliant je označení pro něco (výrobek, služba, postup, plán, proces, ...), který vyhovuje aktuálnímu buzzword. A to přestože věc není hojně využívána, není k jejímu nasazení pádný důvod nebo by to nebylo naprosto nezbytné – spíše však proto, že je to právě v módě, popř. je to slepě vyžadováno zákazníky, trhem nebo legislativně.